# Dagoberto Nogueira Filho
Dagoberto Nogueira Filho (São José do Rio Preto, 21 de julho de 1955) é um advogado, administrador de empresas, procurador e atualmente é deputado federal, eleito pelo estado do Mato Grosso do Sul. Foi também presidente estadual do PDT. Atualmente está filiado ao PSDB.

## Biografia
Formou-se em direito pela Universidade Riopretense (UNIRP) em 1981 e em administração de empresas pela mesma universidade no ano de 1983. Foi secretário de segurança pública estadual no governo Zeca do PT, até 2004. Foi deputado estadual por Mato Grosso do Sul de 2003 a 2006 pelo PDT. Tornou-se deputado federal, também pelo PDT, em 2006, e depois reeleito em 2014, para a 55.ª legislatura (2015-2018), e 2018 para a 56ª legislatura (2019-2022) . Em 2022 desfiliou do PDT, onde estava filiado desde 1990, e disputou para a 57ª legislatura ficando em terceiro lugar como deputado federal (2023-2026) pelo PSDB.
Votou contra o Processo de impeachment de Dilma Rousseff. Posteriormente, votou contra a PEC do Teto dos Gastos Públicos. Em abril de 2017 votou contra a Reforma Trabalhista. Em agosto de 2017 votou contra o então Presidente Michel Temer, pedindo o prosseguimento das investigações no STJ.
Em 31 de março de 2022, anunciou em seu Twitter sua desfiliação do PDT depois de quase 30 anos. Está agora filiado ao PSDB. Onde foi eleito  deputado federal, eleito pelo estado do Mato Grosso do Sul e cumpre seu mandato como titular da CFT - Comissão  de Finanças e Tributação e Suplente da CAPADR - Comissões de Agricultura, Pecuária, Abastecimento e Desenvolvimento Rural e CMADS - Comissão de meio Ambiente e Desenvolvimento Sustentável. Dagoberto também está como Coordenador do PSDB na Comissão Mista de Orçamento e Coordenador de Desenvolvimento Regional.